# Archiwum Główne Akt Dawnych
Archiwum Główne Akt Dawnych w Warszawie (AGAD) – centralne archiwum państwowe w Warszawie utworzone w 1808 roku przez księcia warszawskiego Fryderyka Augusta jako Archiwum Ogólne Krajowe. Od 1952 roku siedzibą AGAD jest pałac Raczyńskich.
W latach 1816−1889 Archiwum Główne Królestwa Polskiego. Do 1918 roku Warszawskie Archiwum Główne Akt Dawnych Królestwa Polskiego i od 1918 roku Archiwum Główne Akt Dawnych. 
AGAD gromadzi ocalałe po zniszczeniach II wojny światowej archiwalia polskich i obcych (zaborczych) władz, urzędów, instytucji naczelnych i centralnych oraz prowincjonalnych, a także archiwa rodzin i osób o szczególnym znaczeniu z terenów: dawnej Rzeczypospolitej Obojga Narodów (Korona, Litwa), Królestwa Prus (Prusy Południowe i Prusy Nowowschodnie w zaborze pruskim), Cesarstwa Francuskiego (Księstwo Warszawskie), Cesarstwa Rosyjskiego (Królestwo Polskie) oraz z Austro-Węgier (z części Galicji w zaborze austriackim).

## Siedziba
W latach 1831–1944 siedzibą Archiwum Głównego Akt Dawnych był budynek Komory Celnej przy ul. Długiej 24. Budynek został spalony w 1944 roku, w czasie II wojny światowej.
Po zakończeniu wojny siedzibą AGAD był pałac Pod Blachą, a na magazyn zaadaptowano przylegającą do niego Bibliotekę Królewską w Zamku Królewskim. W latach 1952–1953 zbiory sukcesywnie przenoszono do pałacu Raczyńskich.

## Zasób

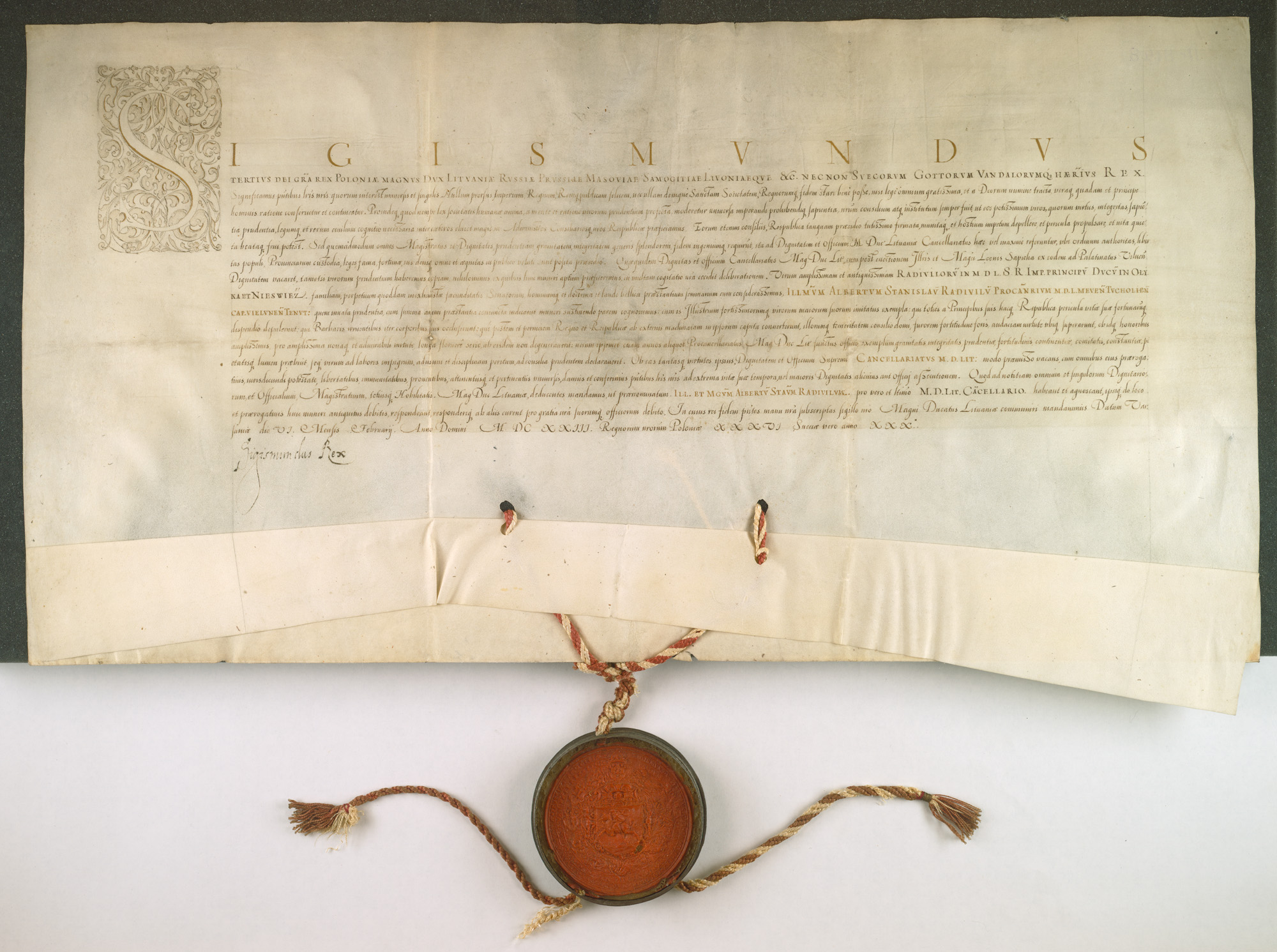
Przykładowy dokument z AGAD: Akt nadania przez Króla Polski Zygmunta III Wazę, urzędu Kanclerza wielkiego litewskiego Albertowi Stanisławowi Radziwiłłowi

### Okres II RP
Zasób archiwalny czterech archiwów warszawskich (Archiwum Głównego Akt Dawnych, Archiwum Akt Dawnych, Archiwum Skarbowego i Archiwum Oświecenia) liczył przed 1939 rokiem ok. 20 000 mb akt.

### Zniszczenia wojenne
Według stanu na 31 sierpnia 1939 roku zasób Archiwum Akt Dawnych wynosił w przybliżeniu 600 tys. ksiąg, poszytów, akt, map itd. Metraż określano na około 10 tys. mb. We wrześniu 1939 roku większość pomieszczeń Archiwum Skarbowego uległa spaleniu i zniszczeniu. Ocalały magazyny przy ul. Szpitalnej, akta złożone w Forcie Sokolnickiego oraz w Arsenale Królewskim. Wszystkie ocalałe akta połączono w 1940 roku w budynku przy ul. Podwale 15. Według sprawozdania niemieckiego Archivamtu z lipca 1942 roku Archiwum Skarbowe zawierało wtedy „13871 przegródek akt o powierzchni 2980 m oraz 24197 tomów ksiąg i ponad 100 dokumentów”. Liczbę poszytów określono na 1 milion. 90% tych zasobów spłonęło podczas powstania warszawskiego (bomby burzące, zapalające) oraz na skutek podpalenia magazynów przez żołnierzy Wehrmachtu 2 września 1944 roku.

### Stan obecny
Obecnie Archiwum Główne Akt Dawnych posiada zasób chronologicznie mieszczący się od XII w. do I wojny światowej (z wyjątkiem archiwaliów podworskich i ksiąg metrykalnych z terenów zabużańskich). Obejmuje archiwalia polskich i obcych (zaborczych) władz, urzędów, instytucji naczelnych i centralnych oraz prowincjonalnych, a także archiwa rodzin i osób o szczególnym znaczeniu z obszarów polskich.
W 1998 roku AGAD liczyło ponad 300 tys. jednostek archiwalnych w 392 zbiorach i zespołach (blisko 6 kilometrów bieżących).
Obecny zasób archiwalny obejmuje m.in. pozostałości zbiorów zniszczonych podczas II wojny światowej, materiały przejęte przez państwową służbę archiwalną, w tym archiwa prywatne (np. Archiwum Radziwiłłów) oraz akta stanu cywilnego z terenów anektowanych przez ZSRR, a także archiwalia odzyskane w latach 60. XX w. (np. kolekcja Centralne Władze Wyznaniowe, zespoły Prokuratora Warszawskiej Izby Sądowej, Pomocnika Warszawskiego Generał-Gubernatora do Spraw Policyjnych).